# Primož Prošt
Primož Prošt (Trbovlje, 14 de julio de 1983) es un jugador de balonmano esloveno que juega de portero en el TVB 1898 Stuttgart. Es internacional con la selección de balonmano de Eslovenia.
Con la selección debutó en 2009 y disputó con ella su primer campeonato en 2012, el Campeonato Europeo de Balonmano Masculino de 2012.

## Palmarés

### Montpellier
- Liga de Francia de balonmano (1): 2012
- Copa de Francia de balonmano (1): 2012
- Copa de la Liga de balonmano (1): 2012

### Frisch Auf Göppingen
- Copa EHF (2): 2016, 2017

## Clubes
- RD Rudar Trbovlje ( -2004)
- Gorenje Velenje (2004-2008)
- Bjerringbro-Silkeborg (2008-2011)
- Montpellier HB (2011-2012)
- Frisch Auf Göppingen (2013-2019)
- TVB 1898 Stuttgart (2020- )